# Цевіє
Це́віє (фр. Tsévié) — місто в Приморському регіоні Того. Розташоване за 32 км на північ від Ломе, на висоті 76 м над рівнем моря. Пов'язане залізницями та автодорогою з Ноце, Атакпаме та Бліттою. Населення за даними на 2010 рік становить 54 474 особи.
Місто є важливим центром комерційної торгівлі та переробки пальмової олії. На території міста проживає народ еве.